# Nemesis (zvijezda)
Nemesis je naziv za hipotetskog pratitelja našeg Sunca, koji navodno kao dvojna zvijezda ili smeđi patuljak prati naše sunce na udaljenosti od oko jedne do dvije svjetlosnih godina. Kao osnova za ovu hipotezu je pretpostavka na periodično izumiranje vrsta na Zemlji svakih 27 milijuna godina koje bi mogla izazvati gravitacijski utjecaj zvijezda u Oortovom oblaku. Hipotezu su iznijeli David Raup i Ivan Sepkoski 1984. godine.
Ovaj efekt može dogoditi preusmjeravanjem kometa iz svojih dalekih putanja prema središtu Sunčevog sustava. 
Znanstvena zajednica ne podržava tu tezu.
Naziv dolazi od Nemesis, božice osvete i odmazde u starogrčkoj mitologiji.